# هانس هاینتس سرلت
هانس اچ زرلت (انگلیسی: Hans H. Zerlett; ۱۷ اکتبر ۱۸۹۲ – ۶ ژوئیهٔ ۱۹۴۹) فیلم‌نامه‌نویس، و کارگردان فیلم اهل آلمان بود. وی بین سال‌های ۱۹۲۱ تا ۱۹۴۵ میلادی فعالیت می‌کرد.